# 浄化槽検査員
浄化槽検査員（じょうかそうけんさいん）は浄化槽法定検査機関に所属し、所定の技能を有するもの。

## 概要
浄化槽法第7条の1および第11条の1に基づく水質に関する法定検査を実施するための、同法第57条に基づく知事指定の検査機関に所属する法定検査を実施する検査員を指す。

## 受講資格
浄化槽法施行規則の第55条は検査員の資格として実務経験年数（2年以上）を定めているが、認証する方法が明確ではないため、日本環境整備教育センターで実施する「浄化槽検査員講習会」を受けることが望ましい、とされている。なお、同講習会の受講資格は、以下のとおりである。
- 次のいずれかに該当する者で、都道府県から推薦された者
  - 浄化槽管理士
  - 学校教育法に基づく大学（短期大学を除く）又は旧大学令に基づく大学の理学、薬学、工学、農学又はこれらに相当する課程を修めて卒業した者。
  - 学校教育法に基づく大学（短期大学を除く）又は旧大学令に基づく大学を卒業した後、2年以上浄化槽に関する技術上の実務に従事した経験を有する者。
  - 学校教育法に基づく短期大学若しくは高等専門学校又は旧専門学校令に基づく専門学校の理学、薬学、工学、農学又はこれらに相当する課程を修めて卒業した後、2年以上浄化槽に関する技術上の実務に従事した経験を有する者。

## 講習
- 講習会は7日間（42時間）おこなわれ、最終日に考査（修了試験）が実施される[5]。日程など詳細は公益財団法人日本環境整備教育センターに確認のこと。

### 講習科目
1. 浄化槽行政
2. 汚水処理原理
3. 構造基準
4. 保守点検・清掃
5. 浄化槽の設置
6. 外観検査
7. 水質検査
8. 書類検査
9. 総合判定
10. 総合演習